# Chlaenobolus
Chlaenobolus là một chi thực vật có hoa trong họ Cúc (Asteraceae).

## Loài
Chi Chlaenobolus gồm các loài: